# Vitalism
Vitalism är en beteckning, dels på den naturfilosofiska åsikt som anser att det finns en grundläggande skillnad, en livskraft, mellan det organiska, levande, och det oorganiska, dels på en strömning inom konst och kultur som hade inflytande under främst första delen av 1900-talet.

## Metafysisk vitalism
Metafysisk vitalism är en uppfattning att den organiska verkligheten inte fullt kan förklaras genom bara fysikalisk-kemiska (mekaniska) mekanismer, utan förutsätter särskilda livskrafter, som styr de fysikaliskt kemiska krafterna vid uppbyggandet av de levande organismerna.  
Den äldre naturfilosofin under antiken och medeltiden var under Aristoteles inflytande vitalistisk. Vitalismen kritiserades först under 1600-talet av René Descartes som ansåg att all kroppslig verklighet kunde förklaras rent mekaniskt. Efter den moderna naturvetenskapens framväxt under 1800- och 1900-talet, med till exempel evolutionsteorin och den moderna mikrobiologins upptäckter, har vitalismens betydelse minskat.

## Vitalism som rörelse inom konst och kultur
Bland konstnärer och författare uppkom från 1890-talet en strömning som ofta kallats "nyvitalism", neo-vitalism eller friluftsvitalism. Den inspirerades till en del av filosofer som Henri Bergson och Friedrich Nietzsche och var en del av det moderna genombrottet. Strömningen fanns fram till omkring 1930, inom litteraturen i viss mån som en fortsättning på nittiotalismen, och under 1900-talet ibland omnämnd som primitivism. Inom konsthistoria har "primitivism" en helt annan mening, så strömningen kallas oftast just vitalism.
Konstnärer och författare som inspirerats är bland andra Edvard Munch, Knut Hamsun, Kristofer Uppdal, Gustav Vigeland, Tarjei Vesaas, Åsmund Sveen, Jakob Sande och Bertrand Besigye i Norge, Johannes V. Jensen, Thøger Larsen, Oscar Matthiesen och J.F. Willumsen i Danmark, samt Gustaf Fröding, Verner von Heidenstam, Ellen Key, Albert Engström Karl-Erik Forsslund och Artur Lundkvist i Sverige. 
Vitalismen uttrycker kristendomskritik, livsdyrkan och kretsloppstänkande. Den kritiserar kyrkans hållning och glorifierar antiken och förkristen grekisk och nordiske mytologi men framför allt det gudomliga i jorden, solen, naturen och vildmarken. Den hyllar ungdom, skönhet, kropp och livskraft. Även kultur och samhälle betraktas som uttryck för liv, underkastat de lagar som Darwins utvecklingslära hade pekat ut. Det organiska kretsloppet var det universella sammanhang som alla individer ingick i. Livet var evigt, människan dör och blir del av det biologiska kretsloppet.